# Benedictus
Benedictus (lat. Blagoslovljen), poznat i kao Zaharijin hvalospjev, hvalospjev je iz Evanđelja po Luki koji se pripisuje Zahariji, ocu Ivana Krstitelja. Koristeći mnoge biblijske izraze, ovaj hvalospjev slavi Ivanovo rođenje kao božanski pohod. Naglasak je zapravo na Isusovu rođenju, koji je predstavljen kao Božji zahvat radi spasenja njegova naroda u skladu s božanskim obećanjem. Svećenici, redovnici i redovnice ga izgovaraju u svakoj jutarnjoj molitvi Časoslova.

## Hvalospjev
Izvorni tekst Evanđelja po Luki na starogrčkom jeziku:
Εὐλογητὸς κύριος ὁ θεὸς τοῦ Ἰσραήλ,
ὁτι ἐπεσκέψατο καὶ ἐποίησεν λύτρωσιν τῷ λαῷ αὐτοῦ,
καὶ ἠγειρεν κέρας σωτηρίας ἡμῖν
ἐν οἴκῳ Δαυὶδ παιδὸς αὐτοῦ,
καθὼς ἐλάλησεν διὰ στόματος τῶν ἀγίων ἀπ' αἰῶνος προφητῶν αὐτοῦ,
σωτηρίαν ἐξ ἐχθρῶν ἡμῶν καὶ ἐκ χειρὸς πάντων τῶν μισούντων ἡμᾶς·
ποιῆσαι ἔλεος μετὰ τῶν πατέρων ἡμῶν
καὶ μνησθῆναι διαθήκης ἀγίας αὐτοῦ,
ὅρκον ὃν ὤμοσεν πρὸς Ἀβραὰμ τὸν πατέρα ἡμῶν,
τοῦ δοῦναι ἡμῖν
ἀφόβως ἐκ χειρὸς ἐχθρῶν ῥυσθέντας
λατρεύειν αὐτῷ ἐν ὁσιότητι
καὶ δικαιοσύνῃ ἐνώπιον αὐτοῦ πάσαις ταῖς ἡμέραις ἡμῶν.
Καὶ σὺ δέ, παιδίον, προφήτης ὑψίστου κληθήσῃ,
προπορεύσῃ γὰρ ἐνώπιον κυρίου ἑτοιμάσαι ὁδοὺς αὐτοῦ,
τοῦ δοῦναι γνῶσιν σωτηρίας τῷ λαῷ αὐτοῦ
ἐν ἀφέσει ἀμαρτιῶν αὐτῶν,
διὰ σπλάγχνα ἐλέους θεοῦ ἡμῶν,
ἐν οἷς ἐπισκέψεται ἡμᾶς ἀνατολὴ ἐξ ὑψους,
ἐπιφᾶναι τοῖς ἐν σκότει καὶ σκιᾷ θανάτου καθημένοις,
τοῦ κατευθῦναι τοὺς πόδας ἡμῶν εἰς ὁδὸν εἰρήνης.
Tekst na latinskom jeziku:
Benedictus Dominus Deus Israel,
quia visitavit et fecit redemptionem plebi suae
et erexit cornu salutis nobis, in domo David pueri sui,
sicut locutus est per os sanctorum, qui a saeculo sunt, prophetarum eius,
salutem ex inimicis nostris, et de manu omnium, qui oderunt nos;
ad faciendam misericordiam cum patribus nostris, et memorari testamenti sui sancti,
iusiurandum, quod iuravit ad Abraham patrem nostrum, daturum se nobis,
ut sine timore, de manu inimicorum liberati, serviamus illi
in sanctitate et iustitia coram ipso omnibus diebus nostris.
Et tu, puer, propheta Altissimi vocaberis: praeibis enim ante faciem Domini parare vias eius,
ad dandam scientiam salutis plebi eius in remissionem peccatorum eorum,
per viscera misericordiae Dei nostri, in quibus visitabit nos oriens ex alto,
illuminare his, qui in tenebris et in umbra mortis sedent, ad dirigendos pedes nostros in viam pacis.
Gloria Patri et Filio et Spiritui Sancto,
sicut erat in principio et nunc et semper et in saecula saeculorum, amen.
Prijevod na hrvatski jezik:
Blagoslovljen Gospodin, Bog Izraelov,
što pohodi i otkupi narod svoj;
podiže nam snagu spasenja
u domu Davida, sluge svojega,
kao što obeća na usta
svetih proroka svojih odvijeka:
spasiti nas od neprijatelja naših –
i od ruke sviju koji nas mrze;
iskazati dobrotu ocima našim,
i sjetiti se Saveza svetoga svojega,
zakletve kojom se zakle Abrahamu,
ocu našemu:
da će nam dati
te mu, izbavljeni iz ruku neprijatelja,
služimo bez straha
u svetosti i pravednosti pred njim
u sve dane svoje.
A ti, dijete, prorok ćeš se Svevišnjega zvati
jer ćeš ići pred Gospodinom
da mu pripraviš putove,
da pružiš spoznaju spasenja narodu njegovu
po otpuštenju grijeha njihovih,
darom premilosrdnog srca Boga našega
po kojem će nas pohoditi
Mlado Sunce s visine,
da obasja one što sjede u tmini
i sjeni smrtnoj,
da upravi noge naše na put mira.
U svakodnevnoj molitvi se na kraju dodaje Slava Ocu:
Slava Ocu i Sinu
i Duhu Svetomu.
Kako bijaše na početku, tako i sada i vazda
i u vijeke vjekova. Amen